# Lonchocarpus mexicanus
Lonchocarpus mexicanus är en ärtväxtart som beskrevs av Henri François Pittier. Lonchocarpus mexicanus ingår i släktet Lonchocarpus och familjen ärtväxter. Inga underarter finns listade i Catalogue of Life.